# Vódnaya Balka (Krasnoselskoye, Kushchóvskaya, Krasnodar)
Vódnaya Balka (del ruso: Водяная Балка) es un jútor del raión de Kushchóvskaya del krai de Krasnodar, en Rusia. Está situado en las llanuras de Kubán-Priazov, junto al límite con el óblast de Rostov, a orillas de un pequeño arroyo tributario por la izquierda del Elbuzd, afluente del Kagalnik, 22 km al norte de Kushchóvskaya y 201 km al norte de Krasnodar, la capital del krai. El pueblo está dividido administrativamente en dos partes, siendo la otra del municipio Razdolnoye (Vódnaya Balka). Tenía 453 habitantes en 2010
Pertenece al municipio Krasnoselskoye.